# میگوی پاسفید
میگوی پاسفید (نام علمی: Litopenaeus vannamei) نام یک گونه از تیره درازمنقارچگان است.